# اچ‌ام‌اس راتلنزنیک (۱۸۸۶)
اچ‌ام‌اس راتلنزنیک (۱۸۸۶) (به انگلیسی: HMS Rattlesnake (1886)) یک کشتی بود که طول آن ۲۰۰ فوت (۶۱ متر) بود. این کشتی در سال ۱۸۸۶ ساخته شد.